# Marcelo Grangeiro
Marcelo Grangeiro (Imperatriz-MA, 28 de setembro de 1981) é um professor de dança, coreógrafo e palestrante brasileiro.
Graduado em Educação Física e pioneiro na introdução da andragogia no ensino da dança de salão no mundo, Marcelo foi por duas vezes agraciado com o Prêmio Top FIEP (Fédération Internationale d'Éducation Physique) como melhor profissional/professor (2010/2011 e 2015/2016), e tornou-se nacionalmente famoso ao vencer o quadro Dança dos Famosos do Domingão do Faustão, em 2015.
Como coreógrafo, seu trabalho de mais destaque foi o realizado na novela Além do Horizonte da Rede Globo.

## Livros Publicados
| Ano  | Título do Livro                                                                      | Editora           | ISBN           | Ref.   |
| ---- | ------------------------------------------------------------------------------------ | ----------------- | -------------- | ------ |
| 2014 | Ai, Pisaram No Meu Pe! - Um Novo Conceito Em Aprendizagem E Ensino Na Dança De Salão | Scortecci Editora | 978-8536635613 | [ 15 ] |

## Participações em Programas de TV
| Data       | Programa                 | Emissora de TV                      | Info/Notas                                                                   | Ref.   |
| ---------- | ------------------------ | ----------------------------------- | ---------------------------------------------------------------------------- | ------ |
| 23/09/2018 | Em Dança                 | TV UniSantos (afiliada à TV Brasil) | Marcelo deu uma aula de dança no programa ao lado de sua esposa Damyla Maria | [ 16 ] |
| 2013/2014  | novela Além do Horizonte | Rede Globo de Televisão             | Marcelo foi o coreógrafo oficial da telenovela                               | [ 10 ] |

Desempenho em competições de talent show
| Data                       | Emissora de TV          | Programa               | Competição/Talent Show | Parceira       | Resultado               | Ref.         |
| -------------------------- | ----------------------- | ---------------------- | ---------------------- | -------------- | ----------------------- | ------------ |
| 13/09/2009                 | SBT                     | Programa Sílvio Santos | Dança Acrobática       | Damyla Maria   | Vencedor – 1º lugar     | [ 2 ]        |
| 14/03/2010                 | Rede Globo de Televisão | Domingão do Faustão    | Se Vira nos 30         | Damyla Maria   | Vencedor – 1º lugar     | [ 2 ] [ 17 ] |
| De 11/05/2010 a 25/07/2010 | Rede Globo de Televisão | Domingão do Faustão    | VII Dança dos Famosos  | Sheron Menezes | Vice Campeão – 2º lugar | [ 2 ]        |
| De 02/08/2015 a 06/12/2015 | Rede Globo de Televisão | Domingão do Faustão    | XII Dança dos Famosos  | Viviane Araújo | Vencedor – 1º lugar     | [ 10 ]       |

## Prêmios e Honrarias
- Representante do Brasil no "In Transit International Festival of Dance", Berlim, Alemanha (2005)[4]
- Prêmio de melhor coreografia na III Semana da Dança em Belo Horizonte (2005)[18]
- Prêmio de melhor coreográfo na III Semana da Dança em Belo Horizonte (2005)[12]
- Homenageado pela Mostra de Dança Infantil de Florianópolis (2010)[19]
- 2 vezes vencedor do Prêmio Top FIEPS como melhor profissional/professor (2010/2011[6] e 2015/2016[7])
- Homenageado da XV Semana Maranhense de Dança (2021)[20][21]
- Padrinho da Virada Esportiva de São Paulo (2022)[22]
- Homenageado no XV Sarau da Unisulma (2022)[23]